# Regno di Polonnaruwa

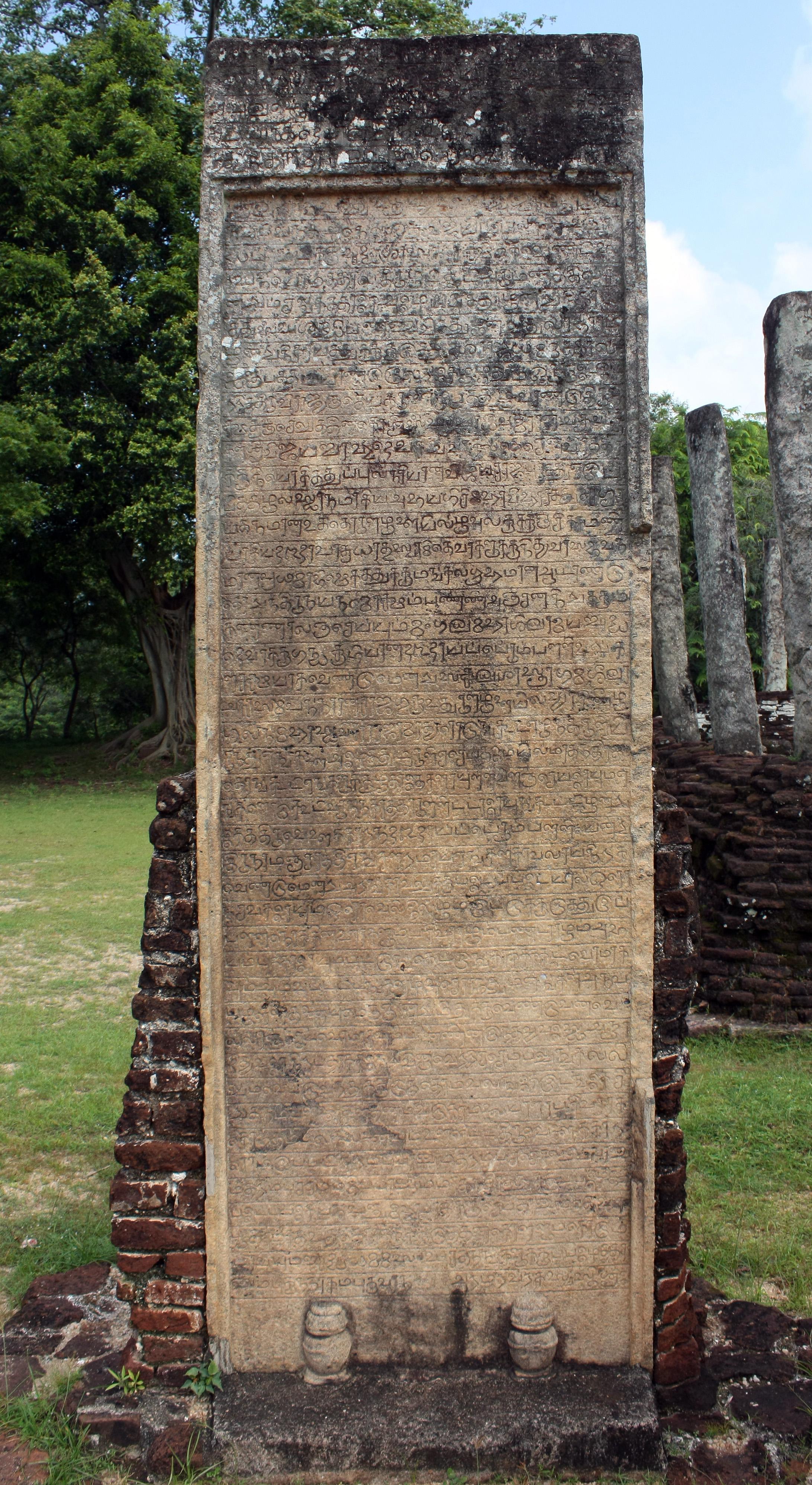
iscrizione di Polonnaruwa velaikkara (Tamil) di Vijayabahu I

Il Regno di Polonnaruwa fu un regno dello Sri Lanka che governò dall'VIII secolo d.C. al 1310 d.C..
Polonnaruwa fu il quinto centro amministrativo del Regno di Rajarata.

## Etimologia
Il nome Polonnaruwa deriverebbe dall'unione delle parole sinhala Pulun e Maruwa che significano cotone e scambio.

## Storia
Dopo aver governato il paese per 1200 anni il Regno di Anuradhapura, lo Sri Lanka fu conquistato dai Chola nel 1017 d.C.
i Chola spostarono la capitale a Polonnaruwa, che fu rinominata Jananathamangalam e vi governarono per 52 anni.
Il re Vijayabahu I sconfisse i Chola e riguadagnò il lignaggio singalese.
Il regno venne abbandonato nel XIV secolo, e il trono dei re singalesi fu trasferito a Yapahuwa. 
Sebbene vi furono molti fattori che contribuirono alla caduta del regno, la causa principale fu l'abbandono della capitale come regno dello Sri Lanka e divenne suscettibile alle invasione dal sud dell'India.